# Federação Piauiense de Futsal
La Federação Piauiense de Futsal (conosciuta con l'acronimo di FPFS) è un organismo brasiliano che amministra il calcio a 5 nella versione FIFA per lo stato di Piauí.
Fondata il 21 aprile 1979, la FPFS ha sede nel capoluogo Teresina ed ha come presidente Marcos Vinicius Saide. La sua selezione non ha mai vinto il Brasileiro de Seleções de Futsal, e non è mai giunta sul podio della medesima competizione.